# Jehanster
Jehanster  is een dorp gelegen in de Belgische gemeente Theux in de provincie Luik in België.
Reeds voor de fusie van Belgische gemeenten in 1977 maakte Jehanster deel uit van de gemeente Polleur. Deze werd bij de fusie een deelgemeente van de gemeente Theux.

## Geschiedenis
Jehanster is waarschijnlijk ontstaan door de nabijheid van ijzerertsmijnen. In 1372 werd het een heerlijkheid met Thierry de Moylant als heer. In de 17e eeuw werd er een kapel gebouwd die echter niet meer als zodanig in gebruik is.

## Ligging
Jehanster is een groot dorp en ligt op een 360 meter hoge heuvel tussen Verviers en Polleur; respectievelijk op ongeveer 6 km en 2 km afstand. Jehanster ligt langs en in de buurt van de nationale weg N640 Verviers - Francorchamps.

## Bezienswaardigheden
- De oudste huizen in het dorp zijn veelal boerderijen van zandsteen, met hardstenen deuropeningen en ramen.
- De Sint-Rochuskerk is een neoclassicistisch kerkgebouw van 1852. Het orgel is van 1680 en werd in 1873 verworven door de kerk. De kerk is gebouwd in baksteen en kalksteen en is beschermd als monument.

## Natuur en landschap
De hoogte aan de kerk bedraagt 325 meter.

## Nabijgelegen kernen
Oneux, Verviers, Stembert, Jalhay